# ロッキー2
『ロッキー2』（ロッキーツー、原題: Rocky II）は、1979年製作のアメリカ合衆国の映画。ジョン・G・アヴィルドセンが監督を務め、アカデミー賞各部門賞を受賞した『ロッキー』（1976年）の続編。
本作ではアヴィルドセンに代わりスタローンがメガホンを取り、監督・脚本・主演の三役を務めている。

## ストーリー
アポロ・クリードとロッキー・バルボアのプロボクシング世界ヘビー級タイトルマッチは、チャンピオンのアポロが判定勝ちで辛うじて王座を死守したが、世間は無名の挑戦者ロッキーの健闘を称えた。
アポロから「再戦を受け入れろ」と挑発されながらも、再試合はしないと決めていたロッキーはボクシングの世界から身を引き、恋人のエイドリアンと結婚し新居を構える。ポーリーはロッキーの後を引き継いで、ヤクザ仲間のガッツォとの集金係を担当する。
そしてエイドリアンの妊娠も判明し、時には近所の子供たちとの遊びに付き合ったり、新生活のためにCM撮影に臨むが、生来不器用なロッキーはセリフもまともに読むことが出来ず、失敗。当てにしていたギャラが入らず、ポーリーの紹介で精肉工場で働くがやがて不況による人減らしのために解雇されてしまう。
自分にはボクシングしかないと気づくロッキーだが、夫の体を気遣い2度とリングに上がらせたくないエイドリアンは、身重の体でありながら生活のために元いたペットショップにパートタイマーとして働きに出る。また前回の試合で負傷したロッキーの眼を心配する老トレーナーのミッキーも、現役復帰には断固反対する。ロッキーは仕方なくあきらめ、リングに上がらせてもらう替わりにジムで働かせてもらうことになる。
そんな中『前回の試合はドローだ』『負けたのはチャンピオンだ』との世間の声に、無敵の王者のプライドを回復しようと執念を燃やすアポロは、ロッキーとの再戦をバッシングも同然の猛アピールで画策する。この行為に憤慨したミッキーと共に、ロッキーは再挑戦を決意する。
再戦に向けてのトレーニングを開始するが、エイドリアンに反対されている所為か練習に身が入らない。それを知ったポーリーは「お前が応援しないせいでロッキーがいじけている!」とエイドリアンに文句を言うが、エイドリアンはショックを受けて倒れてしまい入院してしまう。一方、ロッキーはミッキーに愛想を尽かされ追い出されてしまうところを、トレーニング仲間から知らせを聞き、エイドリアンの様子を見に病院へ向かう。
エイドリアンが過労と心労のうえ、余病を併発したままで出産。昏睡状態に陥る。必死の看病のおかげか、エイドリアンは覚醒したのだが、これ以上の負担をかけたくないロッキーは「ボクシングをやめてもいい」と言い放つ。そんなロッキーにエイドリアンは「勝って!」と告げる。その言葉に奮起したロッキーは猛トレーニングを再開。
万全の状態で、再試合のリングに立ったロッキーを待ち受けていたのは前回以上のアポロの猛攻であったが、ロッキーも今度は負けまいと必死に反撃する。最終ラウンド、互いの疲労が極限に達した状態で繰り広げられる打ち合い末にダブル・ノックダウンで両者が倒れるが、ロッキーは不屈の思いでアポロより先に立ち上がり勝利を収める。こうしてロッキーは新チャンピオンとなった。

## キャスト
| 役名               | 俳優                       | 日本語吹替 |
| 役名               | 俳優                       | TBS版 （追加収録） |
| ------------------ | -------------------------- | --- |
| ロッキー・バルボア | シルヴェスター・スタローン | 羽佐間道夫 |
| エイドリアン       | タリア・シャイア           | 松金よね子 |
| ポーリー           | バート・ヤング             | 富田耕生 |
| ミッキー           | バージェス・メレディス     | 千葉耕市 （槐柳二） |
| アポロ・クリード   | カール・ウェザース         | 内海賢二 |
| トニー             | トニー・バートン           | 緒方賢一 |
| カーマイン神父     | ポール・ミカーレ           | 藤本譲 |
| トニー・ガッツォ   | ジョー・スピネル           | （長克巳） |
| 工場長             | フランク・マクレー         | 郷里大輔 |
| 実況キャスター     | ストゥ・ネイハン           | 糸博 |
| コメンテーター     | ビル・ボールドウィン       | 村松康雄 |
| 不明 その他        |                            | 大久保正信 安田隆 石井敏郎 千田光男 横尾まり 鈴置洋孝 作間功 大山高男 秋元羊介 山田礼子 広瀬正志 片岡富枝 川島千代子 頓宮恭子 追加録音版キャスト くればやしたくみ 菊池いづみ 古田信幸 仲野裕 乃村健次 |
| 日本語版スタッフ   |                            | |
| 演出               | 演出                       | 伊達康将 （鍛治谷功） |
| 翻訳               | 翻訳                       | 木原たけし （松崎広幸） |
| 効果               | 効果                       | 遠藤堯雄 桜井俊哉 |
| 調整               | 調整                       | 丹波晴道 |
| 制作               | 制作                       | 東北新社 |
| 解説               | 解説                       | 荻昌弘 |
| 初回放送           | 初回放送                   | 1984年10月8日 『月曜ロードショー』 21:02-23:24 本編ノーカット放送 |

- 吹替はDVD/BD収録時に初回放送ノーカット版を発見できず、再放送短縮版に追加録音して収録（故人だった声優の部分は代役）していたが、その後ノーカット版が発見され、2017年6月29日にイマジカBSで『ロッキー』日本公開40周年記念特集の一環で放送された[3]。

### 地上波放送履歴
| 回数  | テレビ局   | 番組名             | 放送日         | 放送時間      | 放送分数 | 放送形態       |
| ----- | ---------- | ------------------ | -------------- | ------------- | -------- | -------------- |
| 初回  | TBS        | 月曜ロードショー   | 1984年10月8日  | 21:02 - 23:24 | 142分    | 本編ノーカット |
| 2回目 | TBS        | 月曜ロードショー   | 1985年3月4日   | 21:02 - 22:54 | 112分    |                |
| 3回目 | TBS        | 月曜ロードショー   | 1986年9月29日  | 21:02 - 22:54 | 112分    |                |
| 4回目 | TBS        | 火曜ビッグシアター | 1989年10月27日 | 20:00 - 21:54 | 114分    |                |
| 5回目 | TBS        | 水曜ロードショー   | 1993年3月24日  | 21:00 - 22:54 | 114分    |                |
| 6回目 | テレビ東京 | 午後のロードショー | 2003年8月5日   | 13:30-15:30   | 120分    |                |
| 7回目 | テレビ東京 | 午後のロードショー | 2011年8月30日  | 13:35-15:35   | 120分    |                |

## スタッフ
- 監督・脚本：シルヴェスター・スタローン
- 音楽：ビル・コンティ
- 撮影：ビル・バトラー
- プロデューサー：アーウィン・ウィンクラー、ロバート・チャートフ
- 編集：ダンフォード・B・グリーン
- 日本語字幕：高瀬鎮夫[4]

## 評価・反響
前作を超える壮絶なボクシングの試合場面が展開され全世界でヒットしたが、作品の評価・興行成績ともに前作には及ばなかった。前作で一躍ハリウッド・スターとなったスタローンだったが、本作以降は「人気の裏返し」として公私にわたり批判的な意見も聞かれるようになった。